# Stavselet
Stavselet är en sjö i Åsele kommun i Lappland och ingår i Ångermanälvens huvudavrinningsområde. Sjön har en area på 0,287 kvadratkilometer och ligger 342 meter över havet. Sjön avvattnas av vattendraget Stavselån.

## Delavrinningsområde
Stavselet ingår i det delavrinningsområde (709112-157901) som SMHI kallar för Utloppet av Stavselet. Medelhöjden är 364 meter över havet och ytan är 1,94 kvadratkilometer. Räknas de 14 avrinningsområdena uppströms in blir den ackumulerade arean 118,4 kvadratkilometer. Stavselån som avvattnar avrinningsområdet har biflödesordning 2, vilket innebär att vattnet flödar genom totalt 2 vattendrag innan det når havet efter 172 kilometer. Avrinningsområdet består mestadels av skog (66 procent) och sankmarker (19 procent). Avrinningsområdet har 0,28 kvadratkilometer vattenytor vilket ger det en sjöprocent på 14,6 procent.